# Phytomyza vitalbae
Phytomyza vitalbae este o specie de muște din genul Phytomyza, familia Agromyzidae, descrisă de Johann Heinrich Kaltenbach în anul 1872. Conform Catalogue of Life specia Phytomyza vitalbae nu are subspecii cunoscute.